# Fashion Revolution

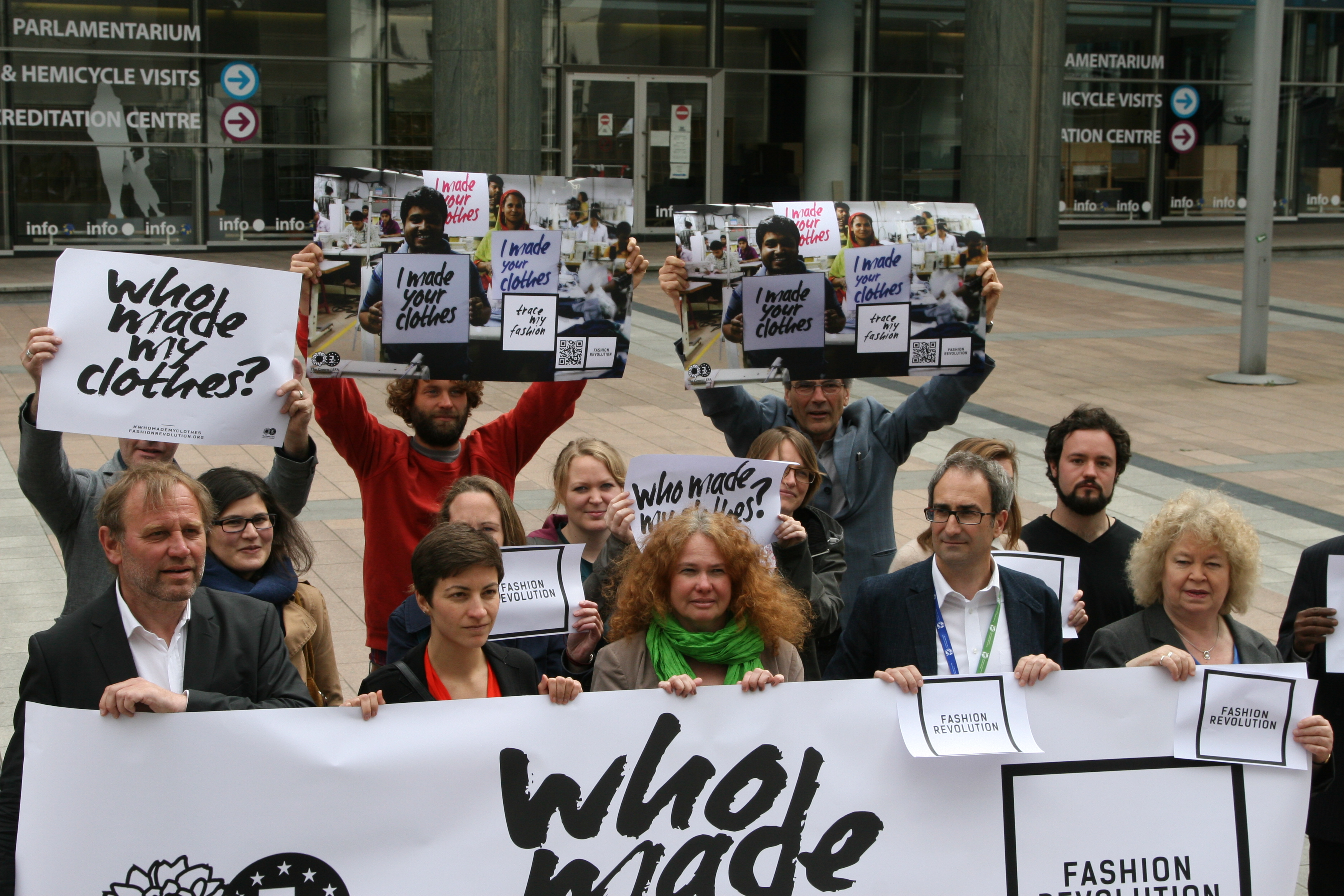
Los manifestantes sostienen carteles de «Quién hizo mi ropa»

Fashion Revolution es un movimiento global sin fines de lucro con equipos en más de 100 países de todo el mundo. Fashion Revolution realiza campañas para la reforma sistémica de la industria de la moda con un enfoque en la necesidad de una mayor transparencia en la cadena de suministro de la moda.
Fashion Revolution ha designado el aniversario de la catástrofe de Rana Plaza en Bangladés como el «Día de la Revolución de la Moda» (Fashion Revolution day).
En 2014-2019, millones de personas en todo el mundo pidieron a las marcas que respondieran a la pregunta «¿Quién hizo mi ropa?» El hashtag #WhoMadeMyClothes se convirtió en la tendencia mundial número 1 en Twitter.

## Historia

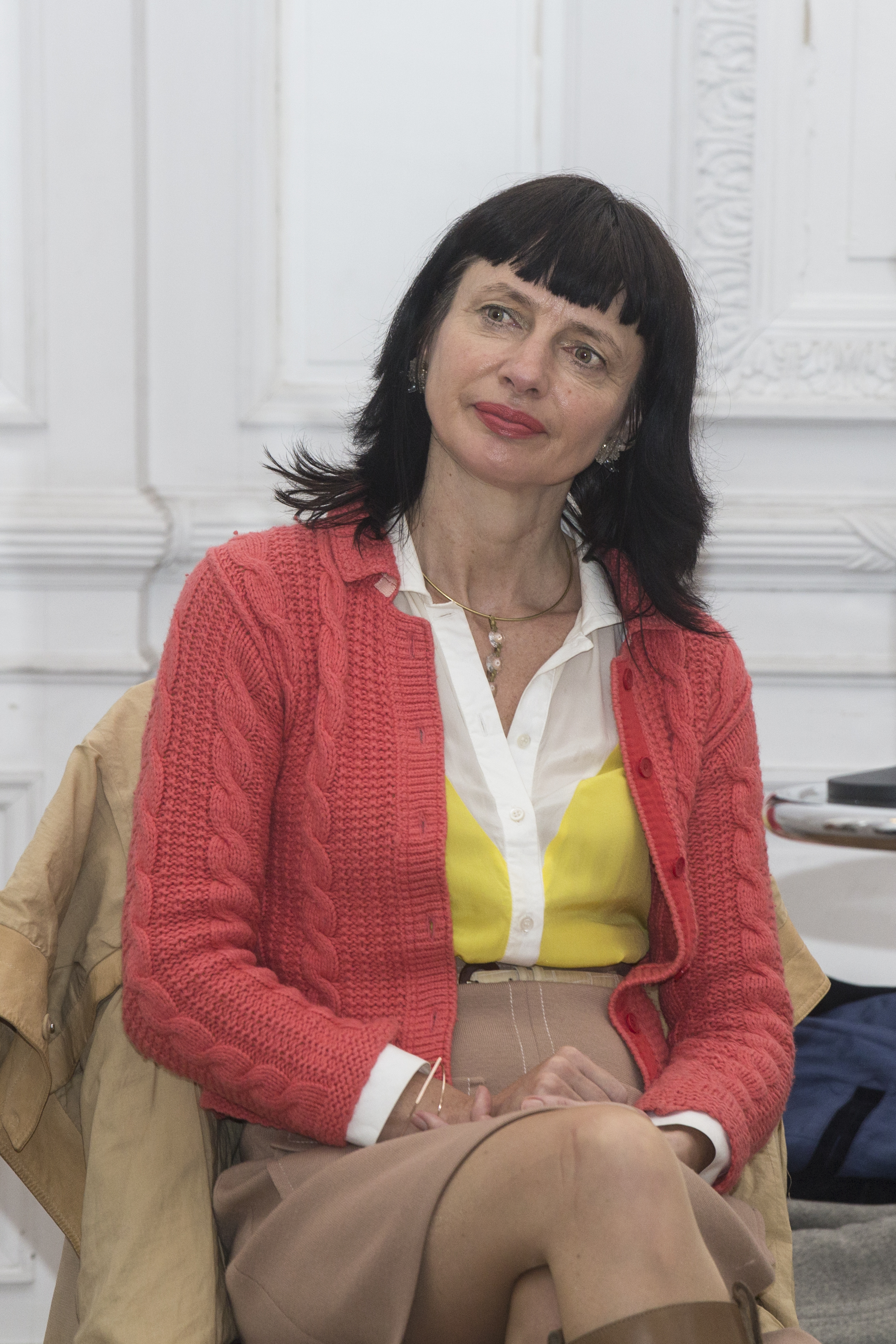
Carry Somers cofundadora de Fashion Revolution.

Fashion Revolution fue creada en 2013 en respuesta al desastre de Rana Plaza en Bangladés por Carry Somers y Orsola De Castro. Somers y De Castro habían trabajado como diseñadores de moda en el Reino Unido durante más de dos décadas y vieron que el colapso de la fábrica podría actuar como un catalizador para el cambio en la industria.

## Fashion Revolution Day / Fashion Revolution Week

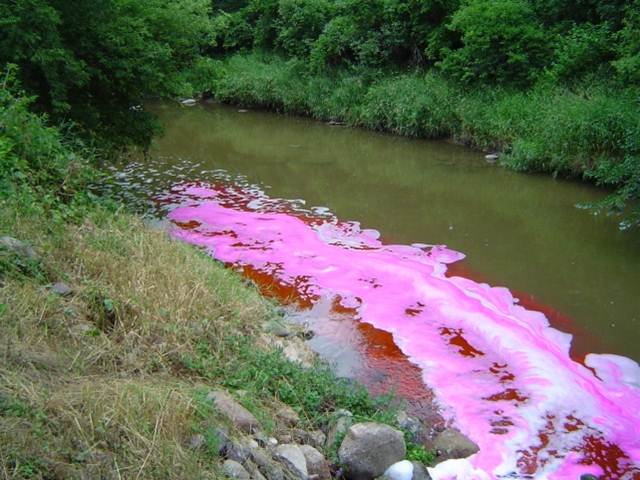
La industria textil es la 2.ª más contaminante del agua del mundo.

El Día de la Revolución de la Moda se celebra anualmente el 24 de abril, el aniversario del colapso del edificio Rana Plaza 2013 cuando 1133 murieron y más de 2500 resultaron heridos. En 2016, se expandió a la Semana del Fashion Revolution. El día de la revolución de la moda también se creó para resaltar la emergencia climática actuall, también se destacó la necesidad de tomar conciencia de la explotación de los trabajadores de la cadena de suministro. El objetivo del movimiento es cambiar la forma en que se obtiene, produce y compra la ropa.
El primer Día de la Revolución de la Moda tuvo lugar el 24 de abril de 2014. El hashtag #insideout de Fashion Revolution fue tendencia mundial número 1 en Twitter. Durante la Semana del Fashion Revolution, cientos de eventos tienen lugar en todo el mundo. 
Fashion Revolution también ha organizado eventos de mesa redonda de alto nivel sobre ética, sostenibilidad y transparencia en la industria de la moda. El 12 de mayo de 2014: Debate de mesa redonda en la Cámara de los Lores del Reino Unido.
Durante la Semana de la Revolución de la Moda 2017, se llevaron a cabo 1000 eventos en todo el país, incluido el Turno de preguntas sobre la moda en las Casas del Parlamento el 24 de abril y el lanzamiento de Open Studios, una serie de eventos de una semana de duración en Londres, Nueva York, Atenas, Prato en Italia, Los Ángeles y Yakarta.

## Publicaciones y pódcast de Fashion Revolution
Fashion Revolution publica en línea una variedad de activos de campaña, carteles, pautas de marca, plantillas para escribir tarjetas postales y cartas, y kits de acción (para ciudadanos, marcas, mayoristas, minoristas, distribuidores, agricultores, productores y fábricas).
Además, ha publicado lo siguiente:
- Cómo ser un revolucionario de la moda (2015) que está «lleno de inspiración e ideas sobre cómo puedes usar tu voz y tu poder para transformar la industria de la moda tal como la conocemos». Está disponible en inglés.[21] español[22] y portugués[23] y fue publicado como parte de una exposición itinerante de Fashion Revolution y proyecciones de películas en universidades del Reino Unido.
- It's Time for a Fashion Revolution (2015) establece la necesidad de una mayor transparencia en la industria de la moda, desde la semilla hasta el desperdicio. Está disponible en inglés[24] y español.[25]
- El Índice de Transparencia de la Moda (2016 y 2017) clasifica a las compañías de moda más grandes del mundo (40 en 2016, 100 en 2017) según su nivel de transparencia basado en un cuestionario e información disponible públicamente sobre problemas de la cadena de suministro. El Índice 2016, publicado en colaboración con Ethical Consumer, está disponible en inglés y español.[26][27] y el Índice 2017 está disponible en inglés, español y portugués.[28][29][30]
- Money, Fashion, Power (2017) es una publicación que comprende 72 páginas de poesía, ilustración, fotografía, diseño gráfico y editorial que exploran las historias ocultas detrás de la ropa, los precios y el poder adquisitivo de los consumidores.[31] Se podían comprar copias impresas coleccionables y se publicaba en línea una versión digital gratuita.
- Loved Clothes Last (2017) es un fanzine que comprende 124 páginas de poesía, ilustración, fotografía, infografía y está repleto de artículos, consejos y entrevistas que exploran el tema del desperdicio y el consumo masivo en la industria de la moda, y espera inspirarlo a comprar menos, importa más y sabe cómo hacer que la ropa que amas dure más tiempo. Se podían comprar copias impresas coleccionables y se publicaba en línea una versión digital gratuita.[32]
- La serie Fashion Revolution Podcast (2017) comprende tres grabaciones de 27 minutos en las que el periodista internacional de moda Tamsin Blanchard habla con investigadores, expertos en cadenas de suministro, trabajadores de la confección, políticos y activistas sobre la intersección de la sostenibilidad, la ética y la transparencia en la industria de la moda.[33]
- Garment Worker Diaries (2017–18) es un proyecto de Microfinance Opportunities en colaboración con Fashion Revolution que, durante 12 meses, visitó el mismo grupo de trabajadores de la confección en Bangladés, India y Camboya para 'aprender lo que podían ganar y comprar, cómo pasan su tiempo cada día y cómo son sus condiciones de trabajo '.[34] Sus informes de investigación (interactivos) y su podcast están escritos para «abogar por cambios en los comportamientos de los consumidores y corporativos y cambios de políticas que mejoren las condiciones de vida y trabajo de los trabajadores de la confección en todas partes».[35]

## Escuelas, colegios y universidades.
En 2014, Fashion Revolution publicó un cuestionario y un paquete educativo para profesores y estudiantes de escuelas, colegios y universidades. Estos estaban disponibles gratuitamente en línea.
En 2015, se produjeron un nuevo cuestionario y hojas de trabajo de educación separadas para escuelas primarias (7–11 años), escuelas secundarias (11–16 años), colegios de educación superior (16–18 años) y universidades (18+). Estos fueron publicados en inglés y traducidos al español, finlandés y otros idiomas por los equipos de coordinación de cada país.
Para alentar a los estudiantes a ser curiosos, profundizar y participar más en #whomademyclothes, estas hojas de trabajo continúan desarrollándose y ahora incluyen:
- Introducción a la revolución de la moda en PowerPoint (Primaria - Universidades)
- Design a Fashion Revolution Poster (Primaria - Universidades)
- ¿Qué puedo averiguar sobre mi ropa? (Primario)
- ¿Dónde se hace mi ropa? (Primario)
- Escribir a la persona que hizo mi ropa (Primaria)
- Investiga mi ropa y escribe a la marca (Secundaria - FE)
- Fashion Revolution Trump Card Game (Secundaria - Universidades)
- Lo que dicen mis jeans sobre la industria de la confección (Secundaria - Universidades)
- Tómate una selfie y envíala a la marca (Secundaria - Universidad)
- Fashion Revolution Annual Quiz (Primaria - Universidades)
- Tableau Vivant (Universidades)